# Rinawa bola
Rinawa bola là một loài nhện trong họ Hahniidae.
Loài này thuộc chi Rinawa. Rinawa bola được Raymond Robert Forster miêu tả năm 1970.